# 기요세역
기요세역(일본어: 清瀬駅, きよせえき)은 일본 도쿄도 기요세시에 있는 세이부 철도 이케부쿠로 선의 철도역이다.
각역정차(보통)열차 중 일부는 이 역까지 운행하며, 이 중에는 유라쿠초 선 직결열차가 대부분이다.

## 타는 곳
| ↑ 히가시쿠루메   |
| \| 1 2 \| 3 4 \| |
| 아키쓰 ↓         |

| 1 | ■ 이케부쿠로 선 | 히바리가오카・네리마・이케부쿠로・○ 유라쿠초 선 신키바・○ 후쿠토신 선 시부야 방면                    |
| 2 | ■ 이케부쿠로 선 | 히바리가오카・네리마・이케부쿠로・○ 유라쿠초 선 신키바・○ 후쿠토신 선 시부야 방면(대피선, 당역 출발) |
| 3 | ■ 이케부쿠로 선 | 도코로자와・고테사시・한노 방면                                                                      |
| 4 | ■ 이케부쿠로 선 | 도코로자와・고테사시・한노 방면（대피선）                                                            |

## 출구 정보
- 남쪽 출입구(南口)
  - 일본사회사업대학
  - 국립간호대학교
- 북쪽 출입구 (北口)

## 역사
- 1924년 6월 11일: 영업 개시.

## 인접역
| 세이부 철도■이케부쿠로 선                              | 세이부 철도■이케부쿠로 선      | 세이부 철도■이케부쿠로 선 |
| ------------------------------------------------------ | ------------------------------ | ------------------------- |
| 히가시쿠루메 이케부쿠로, 신키바, 시부야, 요코하마 방면 | ■쾌속, ■통근준급, ■준급, ■보통 | 아키쓰 한노 방면          |